# Trachypus ornans
Trachypus ornans là một loài rêu trong họ Trachypodaceae. Loài này được (Reichardt) Müll. Hal. mô tả khoa học đầu tiên năm 1896.